# Dmitrij Kossikowski
Dmitrij Władimirowicz Kossikowski, ros. Дмитрий Владимирович Коссиковский (ur. 2 stycznia 1882 r. w guberni petersburskiej, zm. 21 kwietnia 1944 r. w Belgradzie) – rosyjski wojskowy (generał major), oficer Rosyjskiego Korpusu Ochronnego podczas II wojny światowej.
Ukończył imperatorską szkołę prawniczą. Od 1903 r. służył ochotniczo w kawalergardzkim pułku kawaleryjskim. W sierpniu 1904 r. otrzymał stopień korneta. Uczestniczył w wojnie rosyjsko-japońskiej w latach 1904-1905. Do 1906 r. służył jako chorąży w 2 wierchnieudinskim kozackim pułku kawalerii, a następnie powrócił do macierzystego kawalergardzkiego pułku kawaleryjskiego. Brał udział w I wojnie światowej. W 1914 r. został sztabsrotmistrzem w szwadronie jego pułku kawalerii. Został ranny podczas ciężkich walk w Prusach Wschodnich. W 1915 r. powrócił na front do macierzystego pułku. Walczył na froncie południowo-zachodnim. Latem 1916 r. został awansowany do stopnia rotmistrza. Był odznaczony Orderem Św. Jerzego 4 klasy. Po rewolucji lutowej 1917 r., jego pułk został wycofany na tyły, gdzie pełnił zadania garnizonowe w kolejowych stanicach Kazatin i Szepietowka, a po rewolucji bolszewickiej został rozpuszczony. W listopadzie 1918 r. rtm. D. W. Kossikowski przystąpił w Noworosyjsku do białych. Został oficerem w plutonie konnych zwiadowców mieszanego pułku gwardyjskiego. W styczniu 1919 r. objął dowodzenie szwadronem, w który został rozwinięty pluton. Od wiosny tego roku walczył z bolszewikami na Krymie. W czerwcu w stopniu pułkownika został dowódcą dywizjonu kawalerii w 1 gwardyjskim mieszanym pułku kirasjerów. Od marca 1920 r. dowodził dywizjonem kawalerii w gwardyjskim pułku kawaleryjskim. Od kwietnia do czerwca tego roku dowodził całym pułkiem. Po ewakuacji wojsk białych z Krymu do Gallipoli w listopadzie 1920 r., zamieszkał latem 1921 r. w Królestwie SHS. W latach 30. został nominalnie awansowany na generała majora. W okresie II wojny światowej podjął współpracę z Niemcami. Służył w Rosyjskim Korpusie Ochronnym.